# Tony Watt
Anthony Paul Watt – detto Tony – (Coatbridge, 29 dicembre 1993) è un calciatore scozzese, attaccante del Motherwell in prestito dal Dundee Utd.

## Carriera

### Club
Il 7 novembre 2012 ha segnato la sua prima rete in Champions League nella gara della quarta giornata della fase a gironi vinta per 2-1 sul Barcellona. Il 28 luglio 2014 lo Standard Liegi lo acquista per 1,2 milioni di sterline.
Il 6 gennaio 2015 si trasferisce nella Football League Championship nel Charlton Athletic.

### Nazionale
Nel settembre del 2012 ha giocato 2 partite di qualificazione agli Europei Under-21 con la massima rappresentativa giovanile del suo paese.
Nel maggio 2013 arriva la prima convocazione in nazionale maggiore.

## Statistiche

### Cronologia presenze e reti in Nazionale
| Cronologia completa delle presenze e delle reti in nazionale ― Scozia | Cronologia completa delle presenze e delle reti in nazionale ― Scozia | Cronologia completa delle presenze e delle reti in nazionale ― Scozia | Cronologia completa delle presenze e delle reti in nazionale ― Scozia | Cronologia completa delle presenze e delle reti in nazionale ― Scozia | Cronologia completa delle presenze e delle reti in nazionale ― Scozia | Cronologia completa delle presenze e delle reti in nazionale ― Scozia | Cronologia completa delle presenze e delle reti in nazionale ― Scozia |
| Data                                                                  | Città                                                                 | In casa                                                               | Risultato                                                             | Ospiti                                                                | Competizione                                                          | Reti                                                                  | Note                                                                  |
| --------------------------------------------------------------------- | --------------------------------------------------------------------- | --------------------------------------------------------------------- | --------------------------------------------------------------------- | --------------------------------------------------------------------- | --------------------------------------------------------------------- | --------------------------------------------------------------------- | --------------------------------------------------------------------- |
| 24-3-2016                                                             | Praga                                                                 | Rep. Ceca                                                             | 0 – 1                                                                 | Scozia                                                                | Amichevole                                                            | -                                                                     | 78’                                                                   |
| Totale                                                                |                                                                       | Presenze                                                              | 1                                                                     |                                                                       | Reti                                                                  | 0                                                                     |                                                                       |

## Palmarès

### Club

#### Competizioni nazionali
- Campionato scozzese: 2

Celtic: 2011-2012, 2012-2013
- Coppa di Scozia: 1

Celtic: 2012-2013
- Scottish Championship: 1

Dundee United: 2023-2024